# NGC 7114
NGC 7114 = Nova Cygni 1876 (Q Cyg) ist ein Supernovaüberrest im Sternbild Schwan. Er wurde am 2. November 1876 von dem Astronomen Julius Schmidt entdeckt.